# World Touring Car Championship 2007
FIA World Touring Car Championship 2007 var den tredje säsongen av FIA:s standardvagnsmästerskap World Touring Car Championship. Säsongen kördes över 22 deltävlingar och vanns av Andy Priaulx.

## Fabriksförare
| Märke      | Förare         | Förare            | Förare             | Förare         | Förare              |
| ---------- | -------------- | ----------------- | ------------------ | -------------- | ------------------- |
| BMW        | Andy Priaulx   | Jörg Müller       | Augusto Farfus Jr. | Alex Zanardi   | Félix Porteiro      |
| Seat       | Yvan Muller    | Gabriele Tarquini | Jordi Gené         | Tiago Monteiro | Michel Jourdain Jr. |
| Chevrolet  | Alain Menu     | Nicola Larini     | Rob Huff           |                |                     |
| Alfa Romeo | James Thompson | Olivier Tielemans |                    |                |                     |

## Kalender
| Datum        | Bana         | Namn                       | Segrare Race 1 | Märke      | Segrare Race 2    | Märke      | Rapport |
| ------------ | ------------ | -------------------------- | -------------- | ---------- | ----------------- | ---------- | ------- |
| 11 mars      | Curitiba     | Race of Brazil             | Jörg Müller    | BMW        | Augusto Farfus    | BMW        | ■       |
| 6 maj        | Zandvoort    | Race of the Netherlands    | Alain Menu     | Chevrolet  | Gabriele Tarquini | SEAT       | ■       |
| 20 maj       | Valencia     | Race of Spain              | James Thompson | Alfa Romeo | James Thompson    | Alfa Romeo | ■       |
| 3 juni       | Pau          | Race of France             | Alain Menu     | Chevrolet  | Augusto Farfus    | BMW        | ■       |
| 17 juni      | Brno         | Race of the Czech Republic | Félix Porteiro | BMW        | Jörg Müller       | BMW        | ■       |
| 8 juli       | Porto        | Race of Portugal           | Alain Menu     | Chevrolet  | Andy Priaulx      | BMW        | ■       |
| 29 juli      | Anderstorp   | Race of Sweden             | Robert Huff    | Chevrolet  | Rickard Rydell    | Chevrolet  | ■       |
| 26 augusti   | Oschersleben | Race of Germany            | Yvan Muller    | SEAT       | Augusto Farfus    | BMW        | ■       |
| 23 september | Brands Hatch | Race of UK                 | Alain Menu     | Chevrolet  | Andy Priaulx      | BMW        | ■       |
| 7 oktober    | Monza        | Race of Italy              | Yvan Muller    | SEAT       | Jordi Gené        | SEAT       | ■       |
| 18 november  | Macau        | Guia Race of Macau         | Alain Menu     | Chevrolet  | Andy Priaulx      | BMW        | ■       |

## Slutställning
| Plats | Förare            | Märke      | Poäng |
| ----- | ----------------- | ---------- | ----- |
| 1     | Andy Priaulx      | BMW        | 92    |
| 2     | Yvan Muller       | SEAT       | 81    |
| 3     | James Thompson    | Alfa Romeo | 79    |
| 4     | Augusto Farfus    | BMW        | 71    |
| 5     | Nicola Larini     | Chevrolet  | 71    |
| 6     | Alain Menu        | Chevrolet  | 69    |
| 7     | Jörg Müller       | BMW        | 66    |
| 8     | Gabriele Tarquini | SEAT       | 62    |
| 9     | Rob Huff          | Chevrolet  | 57    |
| 10    | Jordi Gené        | SEAT       | 55    |